# مانوک مانوکیان
مانوک مانوکیان (ارمنی: Մանուկ Մանուկյան؛ انگلیسی: Manoug Manougian؛ زادهٔ ۲۹ آوریل ۱۹۳۵ - درگذشته ۷ مهٔ ۲۰۲۴) دانشمند و استاد دانشگاه ارمنی‌تبار و پدر برنامه فضایی لبنان است.

## زندگی‌نامه
مانوکیان در ۲۹ آوریل ۱۹۳۵ در اورشلیم متولد شد. او پسر نشان و سرپوهی مانوکیان است. سال ۱۹۵۶ به ایالات متحده رفت. وی در ۷ مهٔ ۲۰۲۴ در سن ۸۹ سالگی در تمپا درگذشت.